# Soudní prázdniny
Soudní prázdniny znamenají, že soudy až na stanovené výjimky nejednají a nerozhodují. U rakouských soudů začínaly každý rok 15. července a končily 25. srpna, v Československu byly prodlouženy na celé dva letní měsíce (od 1. července do 31. srpna). Zcela zrušeny byly protektorátní vládou k roku 1942.
Nevztahovaly se ale na všechna soudní řízení. Ze zákonné úpravy obsažené v § 222–225 civilního řádu soudního plynulo, že se během soudních prázdnin vyřizovaly nejen všechny obvyklé trestní věci, ale že soudy byly činné také v exekučním a upomínacím řízení (platební rozkazy). Jednání byla také běžně nařizována v tzv. feriálních věcech, což byly spory směnečné, spory o pokračování v začaté stavbě, o uznání otcovství, o výživné, o rušení držby, o propachtovaných nebo najatých věcech, pracovněprávní spory, spory mezi hostinskými či vozky a jejich zákazníky a řízení o předběžných opatřeních. V nesporném řízení feriálními věcmi byly knihovní a rejstříkové věci, konkursní řízení, opatrovnické a poručenské věci, řízení o svéprávnosti, řízení o nezbytné cestě a osvědčovací úkony soudu. Kromě toho za feriální mohly být prohlášeny i další věci, jestliže to bylo v zájmu jejich rychlého vyřízení.
Vzhledem k tomu bylo nutné, aby i přes soudní prázdniny na soudech zůstávalo dostatek soudců a administrativního aparátu, a proto se žádosti o dovolenou podávaly nejpozději do 15. května, na jejichž základě se pak sestavovaly zvláštní prázdninové rozvrhy práce.